# Vá Morar com o Diabo
Vá Morar com o Diabo é uma música composta pelo sambista Riachão que fez sucesso na voz de Cássia Eller, que a gravou em seu Acústico MTV, em 2001.

## Canção
Riachão a gravou 2 vezes: a primeira em 2000, no álbum Humanenochum, em dueto com Caetano Veloso, e em 2013, no seu álbum Mundão de Ouro. Ele contou que teve a ideia da música a partir de uma frase dita por um amigo, que reclamara da mulher. Riachão, porém, não gostava de cantá-la em seus shows, já que ele entendia que a letra era “bastante desrespeitosa” com as mulheres. Além disso, o sambista era evangélico, e não invocava o vocábulo Diabo.
A versão da Cássia Eller foi indicada ao Grammy Latino como "Melhor Canção em Língua Portuguesa".

## Prêmios e Indicações
| Ano  | Prêmio           | Categoria                          | Info                                                                                            | Resultado | Ref.  |
| ---- | ---------------- | ---------------------------------- | ----------------------------------------------------------------------------------------------- | --------- | ----- |
| 2002 | 3º Grammy Latino | Melhor Canção em Língua Portuguesa | - A versão indicada foi a interpretada por Cássia Eller - Riachão foi indicado como compositor. | Indicado  | [ 5 ] |